# Unione Sportiva Brescello 1996-1997
Questa pagina raccoglie le informazioni riguardanti l'Unione Sportiva Brescello nelle competizioni ufficiali della stagione 1996-1997.

## Rosa
| N. |                   | Ruolo | Calciatore            |
| -- | ----------------- | ----- | --------------------- |
|    | Italia (bandiera) | C     | Francesco Bertolotti  |
|    | Italia (bandiera) | P     | Marco Boghetto        |
|    | Italia (bandiera) | D     | Omar Volfango Campana |
|    | Italia (bandiera) | A     | Emiliano Centanni     |
|    | Italia (bandiera) | D     | Davide Corti          |
|    | Italia (bandiera) | A     | Federico Cossato      |
|    | Italia (bandiera) | D     | Rocco Crippa          |
|    | Italia (bandiera) | P     | Roberto Di Gennaro    |
|    | Italia (bandiera) | C     | Massimiliano Ferrigno |
|    | Italia (bandiera) | C     | Arnaldo Franzini      |
|    | Italia (bandiera) | A     | Christian Guatteo     |
|    | Italia (bandiera) | C     | Giuseppe Lanotte      |

| N. |                   | Ruolo | Calciatore          |
| -- | ----------------- | ----- | ------------------- |
|    | Italia (bandiera) | C     | Michele Malpeli     |
|    | Italia (bandiera) | C     | Joseph Manzini      |
|    | Italia (bandiera) | A     | Antonio Martorella  |
|    | Italia (bandiera) | C     | Corrado Oldoni      |
|    | Italia (bandiera) | D     | Cristian Petiziol   |
|    | Italia (bandiera) | D     | Umberto Salamone    |
|    | Italia (bandiera) | D     | Luca Salvalaggio    |
|    | Italia (bandiera) | A     | Andrea Tedeschi     |
|    | Italia (bandiera) | C     | Antonio Terracciano |
|    | Italia (bandiera) | D     | Daniel Terrera      |
|    | Italia (bandiera) | D     | Gianluca Zattarin   |

## Risultati

### Campionato

#### Girone di andata
| 1º settembre 1996 1ª giornata | Brescello | 3 – 1 | Alzano Virescit |  |

| 8 settembre 1996 2ª giornata | Como | 1 – 2 | Brescello |  |

| 15 settembre 1996 3ª giornata | Brescello | 0 – 1 | Carpi |  |

| 22 settembre 1996 4ª giornata | Monza | 1 – 1 | Brescello |  |

| 29 settembre 1996 5ª giornata | Brescello | 3 – 1 | Spezia |  |

| 6 ottobre 1996 6ª giornata | Fiorenzuola | 1 – 2 | Brescello |  |

| 20 ottobre 1996 7ª giornata | Brescello | 1 – 2 | Saronno |  |

| 27 ottobre 1996 8ª giornata | Alessandria | 5 – 2 | Brescello |  |

| 3 novembre 1996 9ª giornata | Brescello | 3 – 1 | SPAL |  |

| 10 novembre 1996 10ª giornata | Modena | 2 – 0 | Brescello |  |

| 24 novembre 1996 11ª giornata | Brescello | 1 – 2 | Montevarchi |  |

| 1º dicembre 1996 12ª giornata | Treviso | 1 – 2 | Brescello |  |

| 8 dicembre 1996 13ª giornata | Brescello | 0 – 0 | Prato |  |

| 15 dicembre 1996 14ª giornata | Novara | 0 – 1 | Brescello |  |

| 22 dicembre 1996 15ª giornata | Brescello | 1 – 0 | Pistoiese |  |

| 5 gennaio 1996 16ª giornata | Siena | 1 – 3 | Brescello |  |

| 12 gennaio 1997 17ª giornata | Brescello | 1 – 0 | Carrarese |  |

#### Girone di ritorno
| 18 gennaio 1997 17ª giornata | Alzano Virescit | 0 – 0 | Brescello |  |

| 26 gennaio 1997 19ª giornata | Brescello | 1 – 1 | Como |  |

| 2 febbraio 1997 20ª giornata | Carpi | 0 – 0 | Brescello |  |

| 9 febbraio 1997 21ª giornata | Brescello | 2 – 0 | Monza |  |

| 16 febbraio 1997 22ª giornata | Spezia | 0 – 0 | Brescello |  |

| 23 febbraio 1997 23ª giornata | Brescello | 1 – 1 | Fiorenzuola |  |

| 2 marzo 1997 24ª giornata | Saronno | 2 – 0 | Brescello |  |

| 8 marzo 1997 25ª giornata | Brescello | 2 – 0 | Alessandria |  |

| 16 marzo 1997 26ª giornata | SPAL | 2 – 1 | Brescello |  |

| 29 marzo 1997 27ª giornata | Brescello | 2 – 0 | Modena |  |

| 6 aprile 1997 28ª giornata | Montevarchi | 2 – 1 | Brescello |  |

| 12 aprile 1997 29ª giornata | Brescello | 0 – 0 | Treviso |  |

| 20 aprile 1997 30ª giornata | Prato | 0 – 2 | Brescello |  |

| 27 aprile 1997 31ª giornata | Brescello | 3 – 1 | Novara |  |

| 4 maggio 1997 32ª giornata | Pistoiese | 1 – 0 | Brescello |  |

| 11 maggio 1997 33ª giornata | Brescello | 2 – 1 | Siena |  |

| 18 maggio 1997 34ª giornata | Carrarese | 1 – 2 | Brescello |  |